# お昼のスペシャル
『お昼のスペシャル』（おひるのスペシャル）は、1976年7月5日から同年10月1日までフジテレビ系列局が編成していたフジテレビ製作の帯番組枠である。編成時間は毎週月曜 - 金曜 12:15 - 13:00 （日本標準時）。

## 放送番組
主に歌謡番組を放送。他に、この時期に開催されていたモントリオールオリンピック関連の番組も放送していた。

### 第1期
- タイトル：『夏のスターパレード』
- 放送期間：7月5日 - 7月16日
- 出演者：小林大輔 ほか

### 第2期
- タイトル『こんにちは!モントリオール五輪速報』
- 放送期間：7月19日 - 7月30日
- 出演者：野間脩平

### 第3期
- タイトル：『家族でハッスル歌合戦』
- 放送期間：8月2日 - 9月3日
- 出演者：笑福亭鶴光、高橋基子 ほか

### 第4期
- タイトル：『秋のスターパレード』
- 放送期間：9月6日 - 10月1日